# 謝爾蓋·科托夫號巡邏艦
謝爾蓋·科托夫號巡邏艦（羅馬化：Sergey Kotov）是一艘俄羅斯海軍的巡邏艇，為22160型巡邏艇系列的第四艘軍艦。該艦以蘇聯海軍少將謝爾蓋·科托夫的名字命名。2024年3月5日，該艦被烏克蘭國防部情報總局第13特種部隊與烏克蘭海軍合作擊沉於刻赤海峽附近。
謝爾蓋·科托夫號所屬的22160型巡邏艇是口徑導彈的運載工具。該艦的造價估計約為6500萬美元。

## 歷史
2021年10月29日，該艦駛入黑海，進行出廠後的首次海試。原計劃於2021年底將該艦交付俄羅斯海軍，但由於各種原因，最終推遲到2022年5月16日才正式服役。
2022年7月30日，在俄羅斯黑海艦隊司令部的見證下，該艦在塞瓦斯托波爾舉行升旗儀式，正式加入俄羅斯黑海艦隊戰鬥序列。
2023年8月1日，在距離塞瓦斯托波爾340公里的海域，該艦遭到襲擊，據俄羅斯軍方在9月14日稱，烏克蘭武裝部隊出動5艘海上無人艇襲擊該艦。
2024年3月5日，烏克蘭國防部情報總局發佈消息稱，該局第十三特種部隊於當日凌晨00:50分左右，使用五架MAGURA V5海上無人艇，在俄佔克里米亞刻赤海峽附近，成功击沉謝爾蓋·科托夫號。根據烏克蘭國防部情報總局公佈的影片，有三架無人艇擊中該艦，造成嚴重損壞。該艦上的一架卡-29直升機、一門76.2口徑AK-176艦炮和一門AK-630近迫武器系統也被摧毀。
根據烏克蘭國防部情報總局的報告，此次攻擊造成7名船員死亡、6名船員受傷，52名船員從被摧毀的艦隻上撤離。

## 另見
- 瓦西里·貝科夫號巡邏艦
- 22160型巡邏艇